# Chrysocharis chromatomyiae
Chrysocharis chromatomyiae är en stekelart som beskrevs av Christer Hansson 1987. Chrysocharis chromatomyiae ingår i släktet Chrysocharis och familjen finglanssteklar. Inga underarter finns listade i Catalogue of Life.